# George Andrew Lundberg

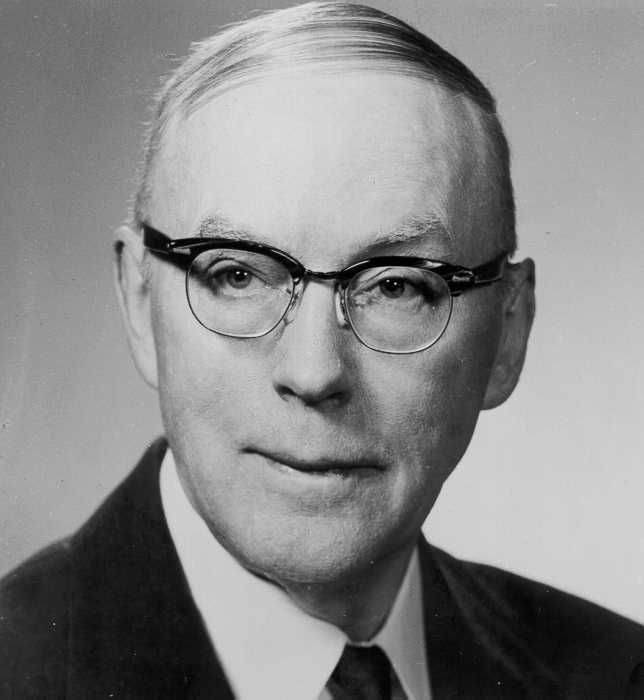
George Andrew Lundberg

George Andrew Lundberg (ur. 3 października 1895 w Fairdale, Dakota Północna, zm. 14 kwietnia 1966 w Seattle, Waszyngton) – amerykański socjolog.

## Życiorys
Lundberg ukończył studia licencjackie na Uniwersytecie w Dakocie Północnej w 1920 roku, a magisterskie na Uniwersytecie Wisconsin w 1922. Doktoryzował się na Uniwersytecie Minnesota. Przewodniczył na 33 spotkaniu American Sociological Society, a w latach 1941-1947 był redaktorem naczelnym pisma „Sociometry”. Jego największym wkładem w socjologię określa się dzieło Can Science Save Us?. Lundberg powiązany był z neopozytywizmem. Krytykował również szkołę chicagowską za ich metodykę, która według niego nie była dostatecznie precyzyjna.

## Nagrody i honory
Był członkiem American Association for the Advancement of Science, został również nagrodzony za wybitne osiągnięcia przez Uniwersytet Minnesota.